# Tim O'Malley
Tim O'Malley (né le 3 juillet 1944) est un homme politique irlandais qui est ministre d'État chargé des services de santé mentale et de la sécurité alimentaire de 2002 à 2007. Il est Teachta Dála (TD) pour la circonscription de Limerick Est de 2002 à 2007.

## Biographie
O'Malley est né dans Barrington Street à Limerick. Il fait ses études au Crescent College de Limerick et à l'University College de Dublin où il obtient un baccalauréat ès sciences en pharmacie. Avant d'entrer en politique, O'Malley dirige sa propre pharmacie à Dooradoyle, dans la banlieue de Limerick. Il est président de l'Irish Pharmaceutical Union, l'organisme représentatif de plus de 1 400 pharmacies en Irlande. Il reçoit également une bourse de la Pharmaceutical Society of Ireland pour services rendus à la profession. Il se retire ensuite de la gestion et de la propriété de l'entreprise pharmaceutique pour se concentrer à plein temps sur la politique.
Il exerce ses premières fonctions politiques en 1991 lorsqu'il est élu au conseil du comté de Limerick. O'Malley est élu au Dáil Éireann aux élections générales de 2002.
En 2001, il est nommé porte-parole des Démocrates progressistes en matière de santé et mène avec succès la campagne de son parti visant à inclure un fonds d'achat de traitements dans la stratégie gouvernementale de santé, afin de réduire les listes d'attente des patients publics dans les hôpitaux irlandais.
Lorsque O'Malley est au gouvernement, il crée un groupe d'experts pour formuler une politique nationale en matière de santé mentale en Irlande. En 2003, il demande l'abolition du système de conseils de santé. En 2006, il lance la nouvelle politique Vision For Change, qui devient une politique gouvernementale.
En décembre 2006, il subit des pressions croissantes de la part des députés de l'opposition pour qu'il démissionne à la suite d'une émission télévisée Prime Time Investigates diffusée sur RTÉ One qui critique le manque de services de santé mentale disponibles pour les enfants irlandais. Il a laissé entendre dans le programme que les longues listes d'attente pour les services psychiatriques étaient dans certains cas conçues par les psychiatres eux-mêmes à la recherche d'un sentiment de pouvoir.
Il perd son siège aux élections générales de 2007.